# ダドリー・ハーシュバック

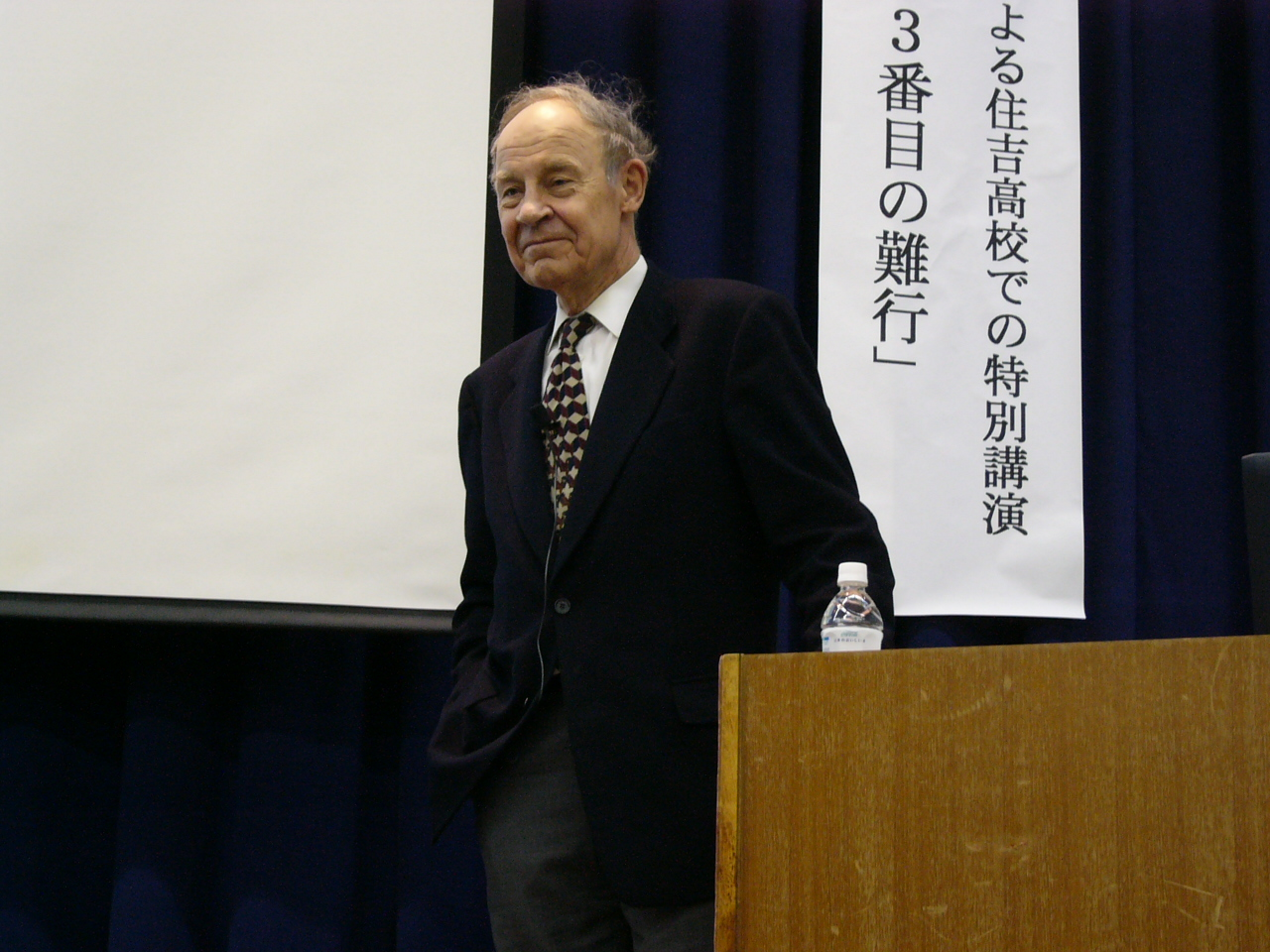
大阪府立住吉高等学校での講演

ダドリー・ロバート・ハーシュバック（Dudley Robert Herschbach、1932年6月18日 - ）は、アメリカの化学者。1986年に化学反応素過程の動力学的研究により李遠哲・ジョン・ポラニーと共にノーベル化学賞を受賞した。

## 来歴
カリフォルニア州サンノゼにドイツ系ユダヤ人の家庭に生まれた。スタンフォード大学で1954年に数学の学士号、1955年に化学の修士号を取得し、ハーバード大学大学院から1956年に物理学の修士号、1958年に物理化学の博士号を取得した。1957年から1959年までハーバード大学のジュニアフェローとなった。1959年にカリフォルニア大学バークレー校助手、1963年にハーバード大学化学科助教授に就任し、2003年に退官。2005年からは物理学教授としてテキサスA&M大学で教えている。

## 人物
- 『ザ・シンプソンズ』では本人役でゲスト出演をしている。

## 受賞歴
- 1965年 - ACS純粋化学賞
- 1967年 - バーク賞
- 1976年 - センテナリー賞
- 1978年 - ライナス・ポーリング賞
- 1983年 - アーヴィング・ラングミュア賞
- 1986年 - ノーベル化学賞
- 1991年 - アメリカ国家科学賞
- 2011年 - アメリカ化学者協会ゴールドメダル